# Grand Prix automobile de Belgique 1996
GP précédent GP suivant
Le Grand Prix automobile de Belgique 1996 (Belgian Grand Prix), disputé sur le circuit de Spa-Francorchamps dans les Ardennes belges le 25 août 1996, est la 594e épreuve de l'histoire du championnat du monde de Formule 1 courue depuis 1950 et la treizième manche du championnat 1996.

## Classement
| Pos. | No | Pilote                | Écurie             | Tours | Temps/Abandon                      | Grille | Points |
| ---- | -- | --------------------- | ------------------ | ----- | ---------------------------------- | ------ | ------ |
| 1    | 1  | Michael Schumacher    | Ferrari            | 44    | 1 h 28 min 15 s 125 (208,443 km/h) | 3      | 10     |
| 2    | 6  | Jacques Villeneuve    | Williams-Renault   | 44    | + 5 s 602                          | 1      | 6      |
| 3    | 7  | Mika Häkkinen         | McLaren-Mercedes   | 44    | + 15 s 710                         | 6      | 4      |
| 4    | 3  | Jean Alesi            | Benetton-Renault   | 44    | + 19 s 125                         | 7      | 3      |
| 5    | 5  | Damon Hill            | Williams-Renault   | 44    | + 29 s 179                         | 2      | 2      |
| 6    | 4  | Gerhard Berger        | Benetton-Renault   | 44    | + 29 s 896                         | 5      | 1      |
| 7    | 19 | Mika Salo             | Tyrrell-Yamaha     | 44    | + 1 min 00 s 754                   | 13     |        |
| 8    | 18 | Ukyo Katayama         | Tyrrell-Yamaha     | 44    | + 1 min 40 s 227                   | 17     |        |
| 9    | 16 | Ricardo Rosset        | Arrows-Hart        | 43    | + 1 tour                           | 18     |        |
| 10   | 20 | Pedro Lamy            | Minardi-Ford       | 43    | + 1 tour                           | 19     |        |
| Abd. | 8  | David Coulthard       | McLaren-Mercedes   | 37    | Sortie de piste                    | 4      |        |
| Abd. | 12 | Martin Brundle        | Jordan-Peugeot     | 34    | Moteur                             | 8      |        |
| Abd. | 2  | Eddie Irvine          | Ferrari            | 29    | Boîte de vitesses                  | 9      |        |
| Abd. | 11 | Rubens Barrichello    | Jordan-Peugeot     | 29    | Suspension                         | 10     |        |
| Abd. | 10 | Pedro Diniz           | Ligier-Mugen-Honda | 22    | Moteur                             | 15     |        |
| Abd. | 17 | Jos Verstappen        | Arrows-Hart        | 11    | Accident                           | 16     |        |
| Abd. | 9  | Olivier Panis         | Ligier-Mugen-Honda | 0     | Collision                          | 14     |        |
| Abd. | 14 | Johnny Herbert        | Sauber-Ford        | 0     | Collision                          | 12     |        |
| Abd. | 15 | Heinz-Harald Frentzen | Sauber-Ford        | 0     | Collision                          | 11     |        |
| Nq.  | 21 | Giovanni Lavaggi      | Minardi-Ford       |       | Non qualifié                       |        |        |

## Pole position et record du tour
- Pole position : Jacques Villeneuve en 1 min 50 s 574 (vitesse moyenne : 226,860 km/h).
- Meilleur tour en course : Gerhard Berger en 1 min 53 s 067 au 42e tour (vitesse moyenne : 221,858 km/h).

## Tours en tête
- Jacques Villeneuve : 17 (1-14 / 30-32)
- David Coulthard : 7 (15-21)
- Mika Häkkinen : 2 (22-23)
- Michael Schumacher : 18 (24-29 / 33-44)

## Statistiques
- 21e victoire pour Michael Schumacher.
- 107e victoire pour Ferrari en tant que constructeur.
- 107e victoire pour Ferrari en tant que motoriste.